# Ectropis pluto
Ectropis pluto är en fjärilsart som beskrevs av Pierre E.L. Viette 1971. Ectropis pluto ingår i släktet Ectropis och familjen mätare. Inga underarter finns listade i Catalogue of Life.